# Az Igazság Ligája a Bizarro Liga ellen
Az Igazság Ligája a Bizarro Liga ellen (eredeti cím: Lego DC Comics Super Heroes: Justice League vs. Bizarro League) 2015-ben bemutatott amerikai 3D-s számítógépes animációs film, amelynek a rendezője Brandon Vietti, az írója Michael Jelenic, a zeneszerzője Tim Kelly. A DVD-film a Warner Bros. Animation, a Lego Csoport és a DC Comics gyártásában készült, a Warner Home Video forgalmazta. Műfaját tekintve filmvígjáték.
Amerikában 2015. február 10-én adták ki DVD-n, Magyarországon pedig 2016. január 9-én szintén DVD-n.

## Szereplők
| Szereplő | Eredeti hang             | Magyar hang     |
| --- | ------------------------ | --------------- |
| Batman | Troy Baker               | Sarádi Zsolt    |
| Batzarro | Troy Baker               | Sarádi Zsolt    |
| Superman | Nolan North              | Welker Gábor    |
| Bizarro | Nolan North              | Welker Gábor    |
| Zöld Lámpás | Diedrich Bader           | Jakab Márk      |
| Zöldzarro | Diedrich Bader           | Jakab Márk      |
| Halálcsapás | John DiMaggio            | Hegedüs Miklós  |
| Lex Luthor | John DiMaggio            | Rába Roland     |
| Pingvin | Tom Kenny                | Rába Roland     |
| Gumiember | Tom Kenny                | Kossuth Gábor   |
| Kiborg | Khary Payton             | Makranczi Zalán |
| Kizarro | Khary Payton             | Makranczi Zalán |
| Fagy kapitány | Kevin Michael Richardson | Hám Bertalan    |
| Gorilla Grodd | Kevin Michael Richardson | Törköly Levente |
| Darkseid | Tony Todd                | Törköly Levente |
| Villám | James Arnold Taylor      | Hamvas Dániel   |
| Desaad | James Arnold Taylor      | Dolmány Attila  |
| Zöld Íjász | Phil Morris              | Dolmány Attila  |
| Sólyom | Phil Morris              | Harcsik Róbert  |
| Csodanő | Kari Wahlgren            | Peller Anna     |
| Bizzara | Kari Wahlgren            | Peller Anna     |
| Giganta | April Winchell           | Hay Anna        |
| További magyar hangok |                          |                 |
| Berecz Kristóf Uwe, Fellegi Lénárd, Gergely Attila, Hábermann Lívia, Hirling Judit, Kiss László, Lipcsey-Colini Borbála, Orgován Emese, Szolnoki Balázs, Szűcs Anna Viola |                          |                 |